# Antonio Ganduglia
Antonio Juan Ganduglia (Buenos Aires, 14 maggio 1907 – ...) è stato un calciatore argentino, di ruolo attaccante.

## Carriera
Esordì in Serie A il 16 ottobre 1932, nell'incontro vinto per uno a zero dal Genova 1893 contro il Bologna.